# مک‌بوک
مک‌بوک (به انگلیسی: Macbook) نام تجاری رایانه‌های همراه اپل است که توسط شرکت اپل طراحی و به بازار عرضه شده است. مک بوک ها از سال 2006 سیستم عامل اختصاصی اپل با نام macOS استفاده می‌کنند. مک بوک برای اولین‌بار در جریان انتقال مک به پردازنده های اینتل که در سال 2005 معرفی شد و به عنوان جایگزینی برای برندهای PowerBook و iBook معرفی شد. رایانه های مک بوک به سه دسته تقسیم می‌شوند: مک بوک پرو (2006–اکنون)، مک بوک ایر (2008–اکنون) و مک بوک 12 اینچی. در حال حاضر مک بوکها با پردازنده جدید مختص سخت افزار اپل سری M تولید می‌شود.

## بررسی اجمالی
خانواده مک‌بوک در ابتدا در طرح‌هایی شبیه به خطوط رایانه‌های قبلی اپل یعنی iBook و PowerBook داشتند. اکنون اپل در طراحی مک بوک از ساختار آلومینیومی یک‌پارچه استفاده می‌کنند که برای اولین بار با MacBook Air معرفی شد. این ساختار جدید همچنین دارای یک صفحه کلید پلاستیکی مشکی است که برای اولین بار در مک بوک ایر استفاده شد. این صفحه کلید از صفحه کلید عمیق مک بوک های پلی کربنات اصلی الهام گرفته شده است و در حال حاضر به نام صفحه کلید پروانه ای شناخته می شود. صفحه کلیدی که اکنون استاندارد شده است، با کلیدهای مشکی روی بدنه آلومینیومی فلزی، هماهنگی را با خط مک بوک به ارمغان می آورد.
رایانه های خانواده مک‌بوک توسط یک آهنربا و بدون استفاده از قفل مکانیکی بسته می‌شوند. این طراحی برای اولین بار در مک بوک های سری پلی کربنات معرفی شد. حافظه، درایوها و باتری‌ها در سری مک‌بوک‌های قدیمی قابل دسترسی بودند. مک‌بوک‌های فعلی دارای یک صفحه کلید با نور پس‌زمینه هستند که قابلیت تنظیم خودکار با نور محیط را دارا هستند.
تولید مک بوک 12 اینچی از فوریه 2012 تا مارس 2015 متوقف شد. در سال 2012 یک مدل جدید با طراحی فوق العاده باریک و قابل حمل و یک محفظه تمام فلزی معرفی شد. در ژوئیه 2019 به دنبال کاهش قیمت نسل سوم مک بوک ایر و توقف تولید نسل دوم، مجدداً تولید آن متوقف شد.

## انواع مک بوک

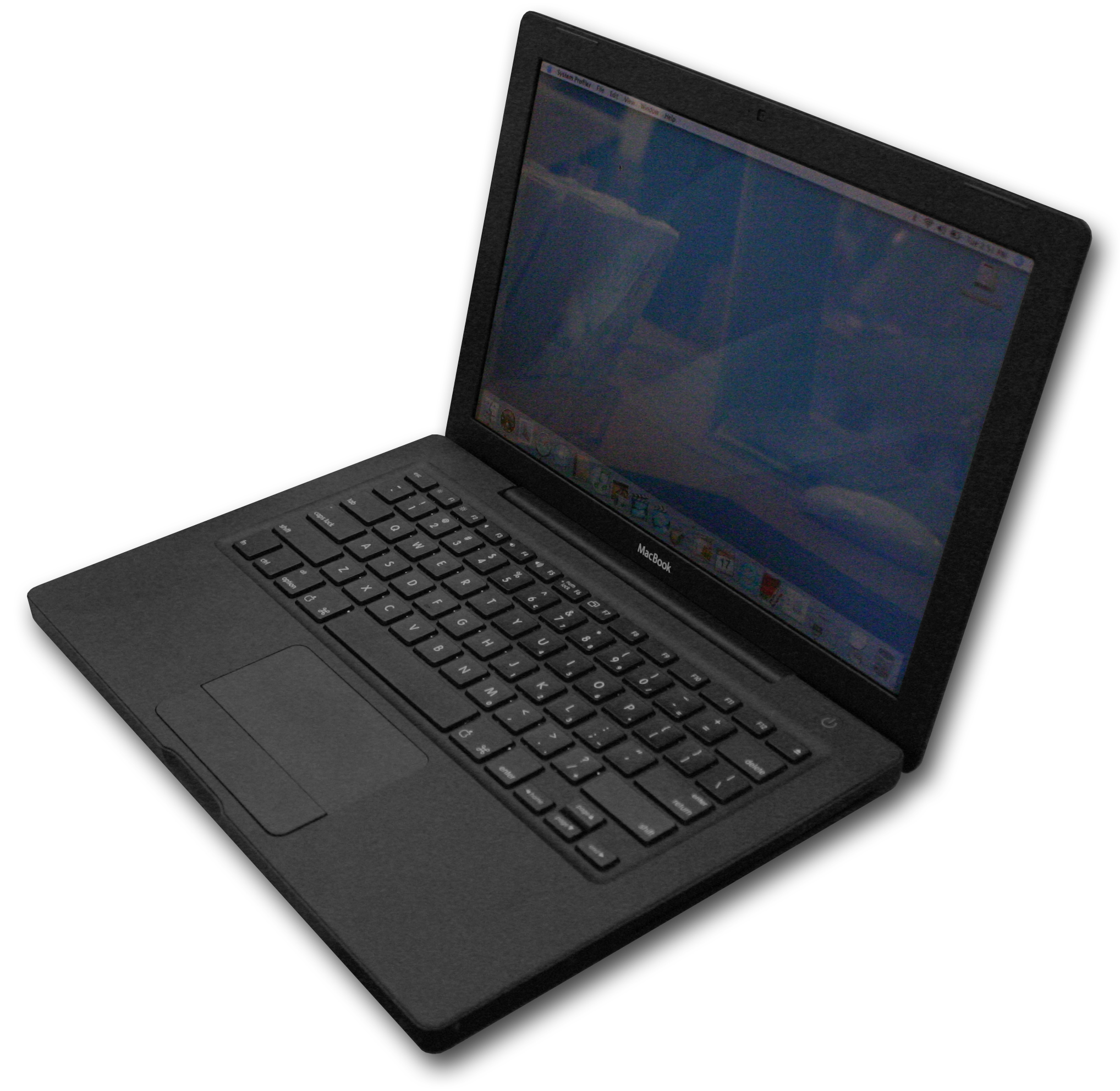
نسل اول مک بوک در 2006.

##### مک بوک (2012-2006)
کمپانی اپل برای انتقال مک به پردازنده های اینتل، یک لپ تاپ 13 اینچی با نام ساده "مک بوک" را به عنوان جانشین سری لپ تاپ های آی بوک مبتنی بر PowerPC معرفی کرد. این دستگاه در طول عمر خود، ارزان‌ترین و مقرون به صرفه ترین رایانه مک بود. به عنوان یک لپ تاپ سطح ابتدایی کار می کرد که از بقیه لپ تاپ های Mac (مک بوک پرو و بعداً مک بوک ایر) ارزان تر بود. هدف آن بازار مصرف و آموزش بود. نسخه‌های متعدد و متوالی مک‌بوک بین مه 2006 و ژوئیه 2011 به مصرف‌کنندگان فروخته شد، در آن زمان مک‌بوک ایر که قیمت ورودی پایین‌تری داشت، جایگزین آن شد. اپل تا فوریه 2012 به فروش مک بوک به موسسات آموزشی ادامه داد.
این دستگاه در طول عمر خود، پرفروش‌ترین مک در تاریخ اپل بود. به مدت پنج ماه در سال 2008، این لپ‌تاپ عنوان پرفروش‌ترین لپ‌تاپ در میان تمام برندها را در خرده‌فروشی‌های ایالات متحده به دست آورد.
سه طرح مجزا از این مک بوک وجود داشت. در طراحی اولیه از ترکیبی از پوشش پلی کربنات و فایبرگلاس استفاده شده است که از iBook G4 الهام گرفته بود. طرح دوم که در اکتبر 2008 در کنار مک بوک پرو 15 اینچی معرفی شد، دارای بدنه آلومینیومی یکپارچه بود، اما فاقد پورت FireWire بود. طرح سوم که در اواخر سال 2009 معرفی شد، ساختار یکپارچه مشابهی را حفظ کرد اما دوباره به پلی کربنات سفید رنگ تغییر یافت.

##### مک بوک 12 اینچی (2019-2015)
در سال 2015، اپل مک بوک 12 اینچی را (که مک بوک رتینا نامیده می شود و به طور رسمی به عنوان مک بوک جدید به بازار عرضه می شود) معرفی کرد. این دستگاه بین مک بوک ایر و مک بوک پرو در سری لپ تاپ های اپل قرار داشت. این نوت بوک در آن زمان از هر نوت بوک دیگری در خانواده مک بوک کوچک‌تر و جمع و جورتر بود. در این سری از صفحه نمایش رتینا استفاده شده بود و از طراحی بدون فن، صفحه کلید پروانه‌ای با حرکت کلیدهای پایین تر استفاده شده بود. این دستگاه تنها یک پورت USB-C داشت که هم برای شارژ و هم برای انتقال داده مورد استفاده قرار می‌گرفت. همچنین جک هدفون 3.5 میلی‌متری داشت. این دستگاه در سال 2015 معرفی شد، در سال 2017 مجدداً بازنگری شد و تولید آن در جولای 2019 یک سال پس از عرضه مک بوک ایر با صفحه نمایش رتینا متوقف شد.